# 埃米莉亚·布罗丁
埃米莉亚·布罗丁（瑞典語：Emilia Brodin，1990年2月11日—），旧姓阿佩尔奎斯特（Appelqvist），瑞典女子足球运动员。她曾代表瑞典参加2016年夏季奥林匹克运动会足球比赛，获得一枚银牌。她也参加了2015年国际足联女子世界杯。